# Земля птиц
«Земля птиц» (англ. Birdland) — независимый канадский нуарный психологический триллер 2018 года с Кэтлин Манро в главной роли. Является дебютным художественным фильмом режиссёра-документалиста Питера Линча. Сценарий написан Линчем в соавторстве с писателем-романистом Ли Гоуэном. Съёмки проходили в Торонто, премьера состоялась 26 января 2018 года.
Название фильма взято из песни «Lullaby of Birdland», которую героиня Мелани Скрофано поёт в баре. 

## Сюжет
Шейла — бывшая сотрудница полиции, которая узнаёт, что её муж Том, увлекающийся орнитологией, завёл себе любовницу. При помощи специального оборудования, взятого с прежней работы, Шейла начинает следить за неверным супругом и выясняет личность любовницы — Мерль Джеймс. Шейла устраивается на работу к её отцу, бизнесмену Джону Джеймсу. Она узнаёт, что из-за романа с её мужем Мерль разорвала помолвку со своим женихом Рэймондом Старлингом. Через некоторое время происходит двойное убийство Мерль и Рэймонда, в котором подозревают Тома.
Фильм представлен в виде воспоминаний Шейлы, которую допрашивает её бывший напарник, детектив Кэлвин.

## В ролях
| Актёр           | Роль            |
| --------------- | --------------- |
| Кэтлин Манро    | Шейла Худ       |
| Дэвид Алпей     | Том Кейл        |
| Мелани Скрофано | Мерль Джеймс    |
| Джорис Джарски  | Рэй Старлинг    |
| Кара Джи        | Хейзел Джемс    |
| Стивен Макхэтти | Джон Джеймс     |
| Бенджамин Эйрс  | Детектив Кэлвин |

## Отзывы
Независимый критик Джаред Мобарак дал фильму 6 звёзд из 10. Рецензент с сайта FestivalReviews отметил, что «Земля птиц» выполнена в стилистике европейских фильмов 60-х, а также тот факт, что Линчу удалось создать впечатление дорогого фильма, несмотря на низкий бюджет.